# Melrand
Melrand (tiếng Breton: Mêlrant) là một xã ở tỉnh Morbihan trong vùng Bretagne tây bắc Pháp. Xã này có diện tích 40,39 km², dân số năm 1999 là 1525 người. Khu vực này có độ cao từ 32-161 mét trên mực nước biển.
Cư dân của Melrand danh xưng trong tiếng Pháp là Melrandais.

## Tiếng Bretagne
Năm 2007, có 24% trẻ em học trường song ngữ ở cấp tiểu học.